# Norman Reedus
Norman Mark Reedus(Hollywood, 6 de gener de 1969) és un actor estatunidenc. És conegut sobretot pel seu paper com a Daryl Dixon a la sèrie The Walking Dead (2010–2022).

## Primers anys de vida
Reedus va néixer a Hollywood (Florida), tot i que poc després de néixer la seva família va traslladar-se a Los Angeles (Califòrnia). Després d'abandonar la seva casa amb 12 anys, va viure en diferents països, com el Regne Unit, Espanya o el Japó. Fou descobert en una festa a Los Angeles mentre compaginava la seva feina en una botiga de motos Harley-Davidson a Venice amb la seva feina gràfica com a pintor, fotògraf i escultor per a espectacles. La seva primera actuació fou a l'obra Maps for Drowners al Tiffany Theater al Sunset Boulevard. Ha treballat per a marques com Prada, Alessandro Dell'Acqua, D'urban, Levi, Lexus…

## Carrera

### Cinema i televisió
Reedus va interpretar a Jeremy en el seu principal debut cinematogràfic Mimic i Mac a Red Canyon de Giovanni Rodríguez. Va interpretar Murphy MacManus a la pel·lícula de 1999 The Boondock Saints. Va repetir el paper a la seqüela del 2009 The Boondock Saints II: All Saints Day. Va interpretar a Scud a Blade II. Va actuar com a protagonista convidat a Charmed com a Nate, el xicot de Paige (Rose McGowan). Reedus va protagonitzar Hello Herman, que es va estrenar a tot el país i a la carta el 7 de juny de 2013. Reedus protagonitza la sèrie de realitat Ride with Norman Reedus, que es va estrenar el juny de 2016. Més recentment, va començar Bigbaldhead Productions amb un acord global a AMC.

### The Walking Dead
El 2010, Reedus va començar a interpretar Daryl Dixon a la sèrie de televisió AMC The Walking Dead, un drama de terror sobre un grup d'amics i familiars que lluiten per sobreviure en un món apocalíptic violent poblat de zombis carnosos i els pocs humans supervivents. El personatge no era originalment a la sèrie de còmics del mateix nom, però es va crear específicament per a Reedus després de la seva audició per al personatge de Merle Dixon. El creador de còmics de The Walking Dead Robert Kirkman se sent "absolutament beneït que Reedus hagi homenatjat el programa amb la seva presència i la manera com ha arribat i ha assumit aquest paper i ha definit Daryl Dixon. Gran part de la representació que Reedus va fer del personatge a la primera temporada s'ha inspirat. tots els guionistes per fer el que vam fer amb ell a la segona temporada. Ens encanta escriure'l i acabem fent coses interessants amb ell". El drama s'ha convertit en el millor valorat de la història del cable, batent tots els rècords anteriors. Reedus va ser nominat al premi Saturn al millor actor secundari per la seva actuació.
Reedus repetirà el seu paper de Daryl com a protagonista d'una sèrie derivada centrada en el seu personatge, després de la finalització de l'onzena i última temporada de The Walking Dead. Angela Kang serà la showrunner de la sèrie, que s'estrenarà el 2023.

## Vida privada
Reedus va tenir una relació de cinc anys amb la supermodel Helena Christensen des del 1998 fins al 2003. Malgrat les informacions en contra, els dos mai es van casar. Junts tenen un fill, nascut el 1999. S'han mantingut amics i han compartit la custòdia compartida del seu fill.
El febrer de 2005, Reedus va patir una ferida al cap quan un camió va xocar amb el seu cotxe a Alemanya. El seu nas es va construir amb l'ajuda de quatre cargols i la seva cavitat de l'ull esquerre amb titani.
El 2015, durant el rodatge de Sky, Reedus va conèixer l'actriu alemanya Diane Kruger; els dos es van veure per primera vegada junts com a parella el juliol del 2016. El novembre de 2018, Kruger va donar a llum la seva filla, Nova; el seu segon fill i el seu primer fill.

## Filmografia

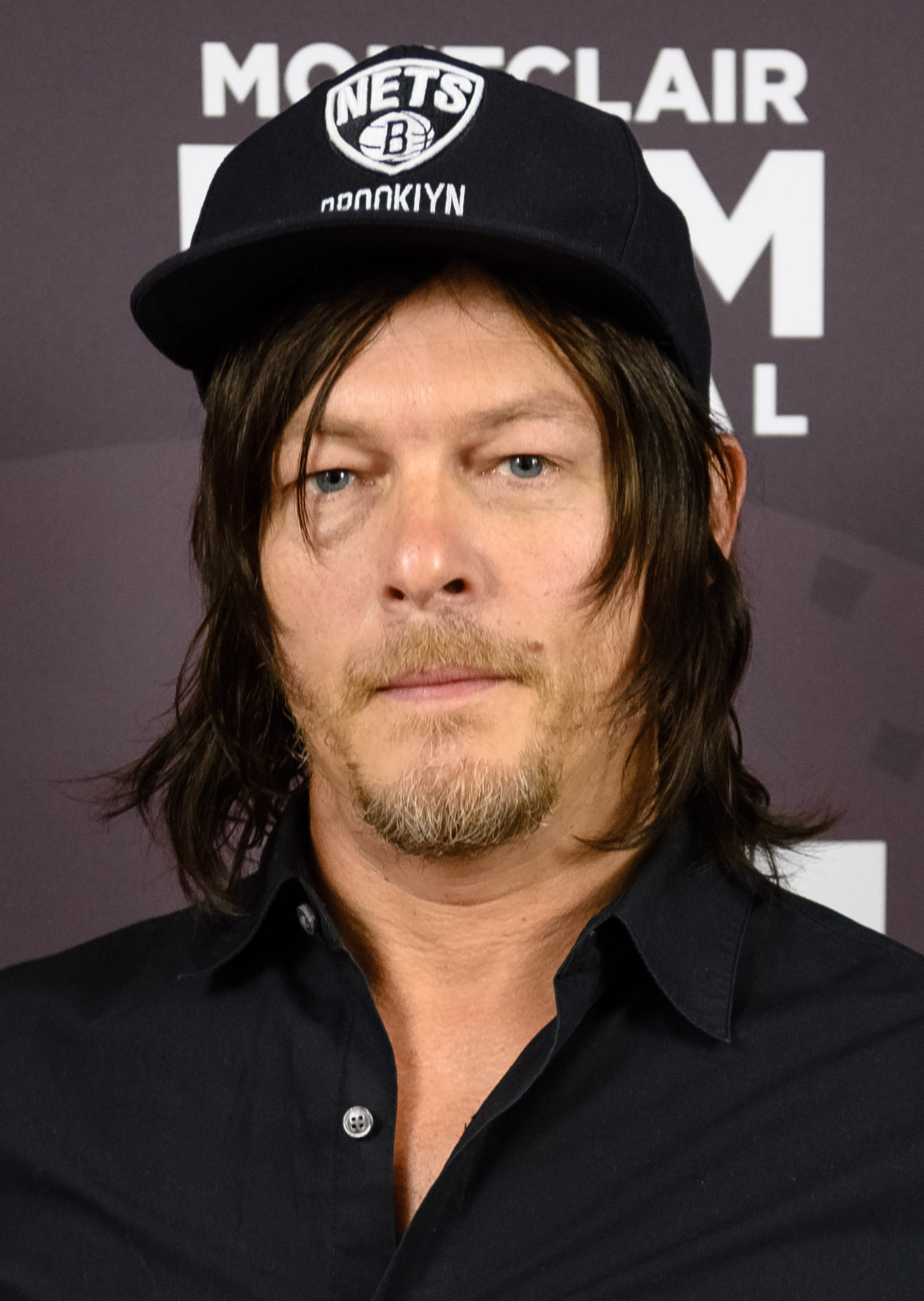
Norman Reedus el 2016

### Actor
| Any  | Títol                                  | Paper                 | Notes         |
| ---- | -------------------------------------- | --------------------- | ------------- |
| 1997 | Floating                               | Van                   |               |
| 1997 | Mimic                                  | Jeremy                |               |
| 1997 | Six Ways to Sunday                     | Harold                |               |
| 1998 | I'm Losing You                         | Toby                  |               |
| 1998 | Reach the Rock                         | Danny                 |               |
| 1998 | Dark Harbor                            | Home jove             |               |
| 1998 | Davis Is Dead                          | Larry                 |               |
| 1999 | Let the Devil Wear Black               | Brautigan             |               |
| 1999 | Assassinat en 8 mil·límetres           | Warren Anderson       |               |
| 1999 | The Boondock Saints                    | Murphy MacManus       |               |
| 2000 | Beat                                   | Lucien Carr           |               |
| 2000 | Gossip                                 | Travis                |               |
| 2000 | Bad Seed                               | Jonathan Casey        |               |
| 2000 | Sand                                   | Jack                  |               |
| 2001 | The Beatnicks                          | Nick Nero             |               |
| 2002 | Luster                                 | Sextools Delivery Boy |               |
| 2002 | Blade II                               | 'Scud'                |               |
| 2002 | Deuces Wild                            | Marco Vendetti        |               |
| 2003 | Nobody Needs to Know                   | Kurt                  |               |
| 2003 | Tough Luck                             | Archie                |               |
| 2003 | Octane                                 | Recovery Man          |               |
| 2004 | Until the Night                        | Robert                |               |
| 2004 | Great Wall Great Medicine              | Norman                |               |
| 2005 | Antikörper                             | Schmitz               |               |
| 2005 | The Notorious Bettie Page              | Billy Neal            |               |
| 2006 | A Crime                                | Vincent Harris        |               |
| 2007 | American Gangster                      | Norman Reilly         |               |
| 2008 | Hero Wanted                            | Swain                 |               |
| 2008 | Cadillac Records                       | Records Engineer      |               |
| 2008 | Red Canyon                             | Mac                   |               |
| 2009 | Messengers 2: The Scarecrow            | John Rollins          | Directe a DVD |
| 2009 | Pandorum                               | Shepard               |               |
| 2009 | The Boondock Saints II: All Saints Day | Murphy MacManus       |               |
| 2010 | 8 Uhr 28                               | Estrany               |               |
| 2010 | Meskada                                | Dennis Burrows        |               |
| 2010 | La conspiració                         | Lewis Payne           |               |
| 2012 | Hello Herman                           | Lax Morales           |               |
| 2013 | Night of the Templar                   | Henry Flesh           |               |
| 2013 | Sunlight Jr.                           | Justin                |               |
| 2013 | Pawn Shop Chronicles                   | Stanley               |               |
| 2014 | Stretch                                | A si mateix           | cameo         |
| 2015 | Vacances                               | Truck Driver          | cameo         |
| 2015 | Air                                    | Bauer                 |               |
| 2016 | Triple 9                               | Russel Welch          |               |
| 2023 | The Bikeriders                         | Funny Sonny           |               |

| Any          | Títol                             | Paper       | Notes                   |
| ------------ | --------------------------------- | ----------- | ----------------------- |
| 2003         | Charmed                           | Nate Parks  | 5x20-5x21               |
| 2005         | Masters of Horror                 | Kirby       | 1x08                    |
| 2006         | 13 Graves                         | Norman      | Pel·lícula de televisió |
| 2006         | Law & Order: Special Victims Unit | Derek Lord  | 7x22                    |
| 2010         | Hawaii 5.0                        | Anton Hesse | 1x01                    |
| 2010–2022    | The Walking Dead                  | Daryl Dixon | 148 episodis            |
| 2016–2021    | Ride with Norman Reedus           | El mateix   | 24 episodis             |
| 2023–present | The Walking Dead: Daryl Dixon     | Daryl Dixon | 12 episodis             |

### Doblatge
| Any  | Títol         | Paper   | Notes                                           |
| ---- | ------------- | ------- | ----------------------------------------------- |
| 2016 | American Dad! | Tim     |                                                 |
| 2021 | Helluva Boss  | Striker | Episodi: "The Harvest Moon Festival"; sèrie web |